# 용인시 기흥구 (선거구)
용인시 기흥구는 대한민국의 옛 국회의원 선거구이다. 당시 경기도 용인시 기흥구 지역을 관할했다.

## 역사
2005년 10월 31일을 기해 용인시에 구제가 실시되어 일반구인 처인구, 기흥구, 수지구가 신설되었다. 이에 따라 대한민국 제18대 국회의원 선거를 앞두고 기흥구 지역을 관할하는 용인시 기흥구 선거구가 신설되었다. 
대한민국 제19대 국회의원 선거를 앞두고 용인시 지역 선거구가 개편되었다. 이에 기흥구 마북동·동백동이 용인시 갑 선거구에 편입되었고 기흥구 신갈동·영덕동·구갈동·상갈동·기흥동·서농동·구성동·상하동·보정동이 용인시 을 선거구에 편입되면서 폐지되었다.

## 역대 국회의원
| 선거   | 정당 | 정당     | 의원   |
| ------ | ---- | -------- | ------ |
| 2008년 |      | 한나라당 | 박준선 |

## 역대 선거 결과

### 대한민국 제18대 국회의원 선거
|  | 47.59% |

|  | 29.28% |

|  | 13.75% |

|  | 8.69% |

|  | 0.67% |